# アジア競技大会テコンドー競技
アジア競技大会におけるテコンドー競技（アジアきょうぎたいかいにおけるテコンドーきょうぎ）は、1986年ソウル大会より行われている。

## 開催記録
| 回 | 年   | 開催地     | 開催国       |
| -- | ---- | ---------- | ------------ |
| 10 | 1986 | ソウル     | 韓国         |
| 12 | 1994 | 広島       | 日本         |
| 13 | 1998 | バンコク   | インド       |
| 14 | 2002 | 釜山       | 韓国         |
| 15 | 2006 | ドーハ     | カタール     |
| 16 | 2010 | 広州       | 中国         |
| 17 | 2014 | 仁川       | 韓国         |
| 18 | 2018 | パレンバン | インドネシア |